# His Ancestors
His Ancestors è un cortometraggio muto del 1913. Non si conosce il nome del regista, né vi sono altri dati certi del film prodotto dalla Edison e distribuito dalla General Film.

## Produzione
Il film fu prodotto dalla Edison Company.

## Distribuzione
Distribuito dalla General Film Company.